# Leden 2013
1. ledna – úterý
 Od města Valašského Meziříčí se odtrhly místní části Krhová a Poličná a staly se samostatnými obcemi.
 Prezident Václav Klaus ve svém novoročním projevu vyhlásil částečnou amnestii.
 V České republice začaly platit nové sazby DPH ve výši 21 % a 15 %.
2. ledna – středa
 Ve věku 75 let zemřel filmový historik Karel Čáslavský.
 Slovenský prezident Ivan Gašparovič vyhlásil k 20. výročí vzniku Slovenské republiky částečnou amnestii.
4. ledna – pátek
 Ústavní soud České republiky odmítl žádost senátora a neregistrovaného prezidentského kandidáta Tomia Okamury o předběžné opatření, kterým by odložil platnost rozhodnutí o termínu prezidentských voleb.
5. ledna – sobota
 Novoroční amnestie vyhlášená prezidentem Václavem Klausem osvobozuje přibližně 7 000 vězňů z vazebních věznic, ale vztahuje se na i tisíce osob s podmíněnými tresty a na odsouzené k obecně prospěšným pracím. Vlnu kritiky si tato amnestie vysloužila za omilostnění řady pachatelů závažné hospodářské kriminality, jejichž případy nedokázaly soudy uzavřít za delší období.
6. ledna – neděle
 Lukáš Bauer si doběhl ve Val di Fiemme v závěrečné etapě pro šesté místo v letošní Tour de Ski. Vítězi se stali Rus Alexandr Legkov a Polka Justyna Kowalczyková.
  Po 113 dnech výluky NHL se zástupci klubů a hráčů dohodli na zásadách nové kolektivní smlouvy.
 V indickém Dillí probíhá soudní proces s pěticí mužů, kteří brutálně zbili a hromadně znásilnili 23letou studentku medicíny. Žena po několika dnech následkům zranění podlehla. V celé zemi se zvedla vlna protestů a demonstrací, lidé požadují zpřísnění zákonů a zlepšení ochrany obětí podobných zločinů. 
7. ledna – pondělí
 Ve věku 81 let zemřela herečka Jiřina Jirásková, hvězda a bývalá ředitelka Divadla na Vinohradech.
10. ledna – čtvrtek
 Ústavní soud České republiky zamítl ve všech bodech stížnost Tomia Okamury ohledně voleb prezidenta. Potvrdil tak rozhodnutí o neregistraci Okamury a zamítl žádost o změnu zákonů.
11. ledna – pátek
 V Česku začaly prezidentské volby. Prezident republiky je poprvé volen přímo občany, doposud jej volily obě komory parlamentu na společné schůzi. Očekává se vysoká volební účast.
 Francouzští vojáci vstoupili na území afrického Mali, aby zdejší vládě pomohli v boji s islamisty, kteří ovládají sever země. Akci schválily Rada bezpečnosti OSN i okolní africké státy.
 Syrští rebelové si připsali další úspěch v boji s režimem prezidenta Bašára al-Asada, když po týdnech bojů plně ovládli klíčové strategické letiště Taftanáz u Idlibu. 
12. ledna – sobota
 Hlasy v prezidentských volbách byly sečteny. Do druhého kola voleb postupuji Miloš Zeman, který získal 24,21 % platných hlasů a Karel Schwarzenberg se ziskem 23,40 % hlasů. 
14. ledna – pondělí
 Čínské hlavní město Peking se potýká s mimořádně silným smogem. Koncentrace polétavého prachu v některých oblastech překročila hodnotu 993 μg/m³, přičemž běžné hodnoty nepřekračují 25 μg/m³. Byla silně omezena intenzita silničního provozu a řada průmyslových podniků musela zastavit výrobu. 
15. ledna – úterý
 Pákistánský Nejvyšší soud vydal zatykač na předsedu vlády Rádžu Parvíze Ašrafa kvůli korupci. V zemi se v posledních dnech konaly velké protivládní demonstrace.
 Televizní moderátorka Oprah Winfreyová potvrdila, že v průběhu rozhovoru natáčeného v pondělí cyklista Lance Armstrong poprvé připustil užívání zakázaných látek.
16. ledna – středa
 Čtyři desítky cizinců a asi 150 alžírských dělníků drží jako rukojmí skupina islámských radikálů ve stanici na zpracování plynu na jihovýchodě země. Jde zřejmě o reakci na operaci proti islámským povstalcům v sousedním Mali.
17. ledna – čtvrtek
 Vláda České republiky přestála v pořadí již páté hlasování o vyslovení nedůvěry v poslanecké sněmovně, které vyvolala opozice v souvislosti s novoroční prezidentskou amnestií. 
 V interview Oprah Winfreyové se cyklista Lance Armstrong přiznal, že při svých vítězstvích na Tour de France dopoval.
 Alžírská armáda se pokusila osvobodit rukojmí unesená ve středu na jihu země. Při akci ale zahynuly desítky lidí, většinou rukojmích, další zůstávají v rukou únosců. Ti požadují stažení francouzských jednotek, které intervenují proti islamistickým povstalcům v Mali.
  Pro moderní letadla Boeing 787 Dreamliner platí v Evropě zákaz létat, dokud se nezjistí původ závažných potíží s jejich bateriemi. Evropa se tak připojila ke stejnému opatření, přijatému o den dřív v Japonsku a USA.
18. ledna – pátek
 Historicky rekordní teplota 45,8 °C byla naměřena v australském Sydney. Extrémní vedra si v zemi vyžádala značné škody, poškozeny jsou železniční koleje i troleje. Největším problémem jsou lesní požáry, které zuří především ve státech Nový Jižní Wales a Viktoria. 
20. ledna – neděle
 Nebývalé přívaly sněhu postihly velkou část západní Evropy. Pařížská letiště zrušila zhruba 40 % letů a kalamitní stav byl vyhlášen na polovině francouzského území. Londýnské letiště Heathrow dnes zrušilo pětinu letů, ve Frankfurtu bylo od rána zrušeno 130 letů. 
21. ledna – pondělí
  Definitivní výsledky včerejších voleb v Dolním Sasku, druhé největší německé spolkové zemi, potvrdily, že opět zvítězila CDU, ale povládne SPD se zelenými.
22. ledna – úterý
 Vítězem předčasných izraelských parlamentních voleb se stalo uskupení Likud Jisra'el bejtejnu současného premiéra Benjamina Netanjahua. Ve volbách však zároveň posílily středové a levicové strany.
26. ledna – sobota
 V druhém kole prvních přímých prezidentských voleb v České republice vyhrál po sečtení všech hlasů (4 983 481 odevzdaných lístků - účast 59,11 %) Miloš Zeman, který získal 54,8 % hlasů (2 717 405). Poražen byl Karel Schwarzenberg, který získal 45,19 % odevzdaných hlasů (2 241 171). Zajímavostí těchto voleb bylo, že Miloš Zeman si získal podporu především českého venkova, zatímco Karel Schwarzenberg získal hlavní přízeň v Praze a u zahraničních voličů. Nový prezident složí přísahu a bude uveden do úřadu 8. března 2013.
27. ledna – neděle
 Egyptský prezident Muhammad Mursí po několikadenních krvavých potyčkách v zemi vyhlásil třicetidenní výjimečný stav a zákaz nočního vycházení v lokalitách Suez, Port Saíd a Ismáílíja. 
 Srbský tenista Novak Djoković vyhrál jako první muž v otevřené éře grandslamový turnaj Australian Open třikrát v řadě. Ve finále zdolal Skota Andy Murrayho 3:1 na sety.
28. ledna – pondělí
 Ve věku 72 let zemřel autor současné podoby českých bankovek, grafik Oldřich Kulhánek.
 Francouzští a maliští vojáci dobyli město Timbuktu, předtím již v sobotu obsadili město Gao, nejlidnatější na severu Mali.
 Nizozemská královna Beatrix oznámila, že k 30. dubnu abdikuje ve prospěch svého syna Viléma-Alexandra
29. ledna – úterý
 Egyptský ministr obrany a vrchní velitel ozbrojených sil generál Andal Fatah Sissi varoval, že politické rozpory mezi islamistickým prezidentem Muhammadem Mursím a liberální opozicí hrozí přerůst ve státní kolaps. Střety si vyžádaly přes padesát obětí na životech a v řadě míst byl vyhlášen výjimečný stav. 
30. ledna – středa
 Senát Spojených států amerických schválil dosavadního předsedu svého zahraničního výboru, demokrata Johna Kerryho, do funkce ministra zahraničí, v níž nahradí Hillary Clintonovou. 
 Jižní Korea úspěšně vypustila na oběžnou dráhu kolem Země svoji první umělou družici. 